# Транзитний пункт
Транзитний пункт — умовна назва роздільних пунктів: крупних вузлових станцій, прикордонних і припортових станцій. При розрахунку відстаней між двома роздільними пунктами розраховуються відстані від роздільних пунктів до найближчих транзитних пунктів і відстань між цими транзитними пунктами.